# Concierto de Navidad (Corelli)

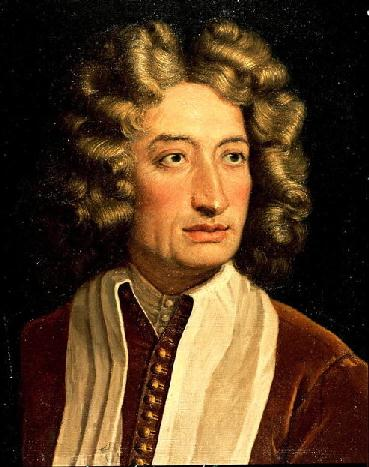
Arcángelo Corelli

El Concerto grosso en sol menor, Op. 6, n.º 8 de Arcangelo Corelli, conocido comúnmente como el Concierto de Navidad, fue comisionado por el cardenal Pietro Ottoboni y publicado póstumamente en 1714 como parte de los 12 concerti grossi, Op. 6 de Corelli. El concierto lleva la inscripción  Fatto per la notte di Natale (hecho para la noche de Navidad). Su fecha de composición es incierta, pero hay un registro de Corelli habiendo presentado un concierto de Navidad en 1690 para el disfrute de su nuevo patrón de entonces.
El concierto es escrito para un ensamble, consistiendo de dos grupos concertinos de violines y violonchelo, el grupo ripieno y  el grupo de bajo continuo. La obra es estructurada como un concerto da chiesa, en este caso expandida de una estructura de movimientos típica de cuatro a una de seis.
Movimientos:
1. Vivace, 3/4 – Grave. Arcate, sostenuto e come stà, 4/2
2. Allegro, 4/4
3. Adagio – Allegro – Adagio, 4/4, mi bemol mayor
4. Vivace, 3/4
5. Allegro, 2/2
6. Largo. Pastorale ad libitum, 12/8, sol mayor

Cada movimiento relativamente corto, provee un tempo múltiple y un rango de suspensiones modo mayor y modo menor. El concierto es generalmente no más largo de 15 minutos, terminando con el famoso Pastorale ad libitum de Corelli, un final pacífico en 12/8 en forma de pastorale.